# Кириленко, Иван Ульянович
Ива́н Улья́нович Кириле́нко (укр. Іван Улянович Кириленко; 7 (20) октября 1902, село Вязовок, ныне Павлоградский район Днепропетровской области — 23 сентября 1938, тюрьма НКВД СССР) — украинский советский писатель (преимущественно прозаик).

## Биография
Родился в семье железнодорожного чернорабочего. Закончил Павлоградскую православную семинарию РПЦ (1921), при этом активно участвовал в событиях «войны против всех» на Левобережной Украине. Вступив в ВКП(б) в 1927 г., продолжил обучение в харьковских учебных заведениях. Тогда же начинается его литературная карьера.
Член литературной организации «Плуг». Редактор журнала «Красный путь» и ответственный секретарь Союза писателей Украины, член Всеукраинской редакции «Истории фабрик и заводов».. Автор преимущественно плакатно-идеологических работ «рабочего жанра». Личный секретарь главы Всеукраинского центрального исполнительного комитета Григория Петровского. Жертва сталинского террора.

## Литературное творчество
Кириленко был членом Союза сельских писателей «Плуг», Союза пролетарских писателей «Закал», Всеукраинского союза пролетарских писателей. Издавался с 1923 г., но первую книжку напечатал в 1926 г. — сборник рассказов «Отступление». Потом были сборники «Стихия», «Одна баба», «Над ямой». Единственный сборник поэзии — «Такты» (1927).
Стал известен благодаря повестям «Курсы» (1927), «Кудрявые дни» (1928, русский перевод 1931), «Натиск» (1930, русский перевод 1937).
Будучи личным секретарём высокопоставленного коммуниста Петровского, принимал участие в утаивании информации о голоде на Украине 1932—1933 годов. Именно в это время выпускает новую повесть «Аванпосты» (1933) и роман «Перешихтовка» (1932). Последняя работа, изданная при его жизни, — роман «Весна» (1936).
Кириленко до определённой меры одиозная литературная фигура даже в контексте 1920—1930-х гг. Тогдашняя критика вынуждена была признавать явную плакатность произведений Кириленко, схематичность подачи характеров членов комсомола и ВКП(б). В целом Кириленко специализировался на создании образов фанатичных работников-«передовиков», воспевании рабского труда на коммунистических каторгах, пропагандировал безусловную покорность террористическим правящим группам. По свидетельствам современников, пользовался недоброй славой среди своих же однопартийцев-писателей — по определённым данным, имел расстройства психики.
Приближённость к  Григорию Петровскому не оградила Кириленко от обвинений в контрреволюции, троцкизме и шпионаже, о чём пишет Алексей Мусиенко:
…21 февраля 1938 года Кириленко со свойственной ему патетикой говорил на очередной сессии ИДВК про «невиданный подъём культуры и быта украинского колхозного села». Бурными аплодисментами провожали его с трибуны тогдашние номенклатурные вожди республики Хрущёв, Петровский, Бурмистенко, Успенский. После окончания работы сессии Иван Ульянович поспешил домой, на ул. Ленина, 68 (дом Ролит). Но там его уже давно поджидало двое вооружённых энкавэдэшников с ордером за № 1702 на арест и обыск. Ордер был выписан на основании постановления оперуполномоченного IV отдела УНБ Хромого, сшитого на основе доносов, из которых вытекало, что Кириленко «является участником украинской контрреволюционной националистической организации и подозревается в шпионской деятельности»…
В тот же день исключен из Союза писателей. В сентябре 1938 Кириленко был расстрелян. Реабилитирован советскими органами прокуратуры в 1957 г.

## Цитата из сталинских списков
- КИРИЛЕНКО Иван Ульянович

12.09.38 Украинская ССР, Киев — центр. Кат.1
- Сталин, Молотов, Жданов[1]

## Отклики современников
По свидетельствам современников, в литературной среде Кириленко считался «твердокаменным большевиком», который безоговорочно поддерживал линию «вождя всех народов» в борьбе с троцкизмом, украинским национализмом, всяческими уклонами и изгибами. Именно благодаря этим его качествам «всеукраинский староста» Г. Петровский выказал Кириленко исключительное доверие, предложив должность личного секретаря.
Колоритные воспоминания о писателе Кириленко оставил его современник Иван Сенченко:
Жил в те времена такой себе писатель Иван Ульянович Кирыленко, человек откровенный, по-своему честный, но малограмотный, к тому же крайне испорченный властью. Он когда-то работал секретарём Г. И. Петровского, потом на ответственных должностях в редакциях, наконец стал одним из лидеров ВУСПП. Я с ним был знаком ещё с самых далёких плужных времён, были на «ты», провели вместе не один час. Где-то в начале 30-х годов, как-то встретившись, мы по старинке разговорились. Он как раз был на вершине административного успеха и аж цвёл от удовольствия. Начали беседовать про силу власти, про её прелести, про удовольствие до умопомрачения, которое она даёт. Я, помню, спросил: «А как ты себя чувствуешь, не забыл ещё про то, как ходить ногами по грешной земле, простым человеком, без чинов и званий?» И он ответил: «Не представляю такой жизни. Мне либо быть при власти, либо не жить!» Сильно и честно сказано. Вот этот Иван Ульянович и был одной из высших инстанций, над Яновским в частности. Он осудил его чарующую поэму «Четыре сабли», метал громы и молнии на «Всадников». «Знаем, какие это всадники! Дай им волю, то и завезут, знаем куда!»…